# Esteros de El Saman

Los Esteros de El Samán está ubicado en el municipio de Francisco de Miranda, Guárico (Venezuela). Son unos esteros con una extensión de 80 kilómetros. Sirve para el turismo, sin embargo, no han sido explotados turísticamente. Se puede llegar desde la población de Guardatinajas hasta llegar al caserío Los Caros o desde Santa María de Tiznados. Estos esteros sirven para el fin de la preservación ambiental. Sus coordenadas son 8°46′N 67°53′O / 8.767, -67.883.
- Datos: Q5849352